# 세웅 쿠티
세웅 쿠티(영어: Seun Kuti, 1983년 1월 11일 ~ )로 알려진 올루세웅 아니쿨라포 쿠티(영어: Oluseun Anikulapo Kuti)는 나이지리아의 음악가로 전설적인 아프로비트의 선구자 펠라 쿠티의 막내아들이다. 세웅은 그의 아버지의 이전 밴드인 이집트 80을 리드한다.

## 같이 보기
- 페미 쿠티